# Quercetina
La quercetina (fórmula molecular: C15H10O₇) és un flavonoide derivat de les fulles, fruits i llavors de les plantes. També es fa servir com a suplement alimentari en begudes i aliments. És el flavonoide més abundós i el més habitual en la dieta humana, destaca per la seva elevada activitat antioxidant. A partir d'ell s'obtenen altres flavonoides, com la naringenina o la rutina.
El seu nom deriva del gènere Quercus (alzines i roures). En la natura és un inhibidor del transport polar de l'auxina.
Els aliments rics en quercetina inclouen el te negre i el verd (2000-2500 mg/kg), tàperes (81800 mg/kg), pomes (440 mg/kg), tomàquets i molts altres aliments, 
En experiment in vitro s'ha provat el seu efecte anticancerós.